# Ядерная энергетика Германии

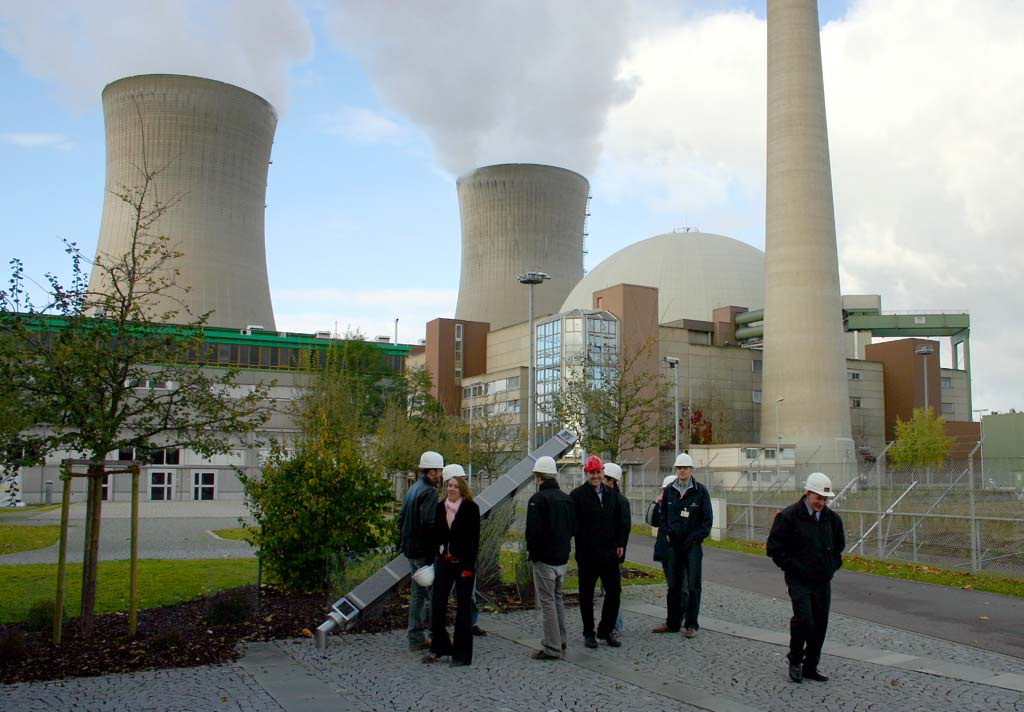
АЭС Графенрайнфельд в Баварии

Атомная энергетика использовалась в Германии с 1 июля 1958 года по 15 апреля 2023 года. 
Немецкая ядерная энергетика берёт начало с исследовательских реакторов 1950-х и 1960-х гг. Первая коммерческая станция была подключена к сети в 1969 году. 

В течение нескольких десятилетий в Германии не утихали споры об отказе от атомной энергетики. Дискуссия обострилась в начале 2007 года, вследствие политического влияния российско-белорусских энергетических конфликтов, а также в 2011 году, после аварии на первой Фукусимской АЭС (до 2011 года Германия производила около четверти своей электроэнергии из ядерного топлива, то есть примерно такую же долю, как и США). 
6 июня 2011 г. Федеральное правительство Германии решило оставить 9 энергоблоков восьми атомных электростанций и постепенно до конца 2022 года полностью отказаться от производства ядерной энергии; 30 июня 2011 закон был принят Бундестагом. 

15 апреля 2023 года, в рамках плана поэтапного отказа Германии от атомной энергетики, после трехмесячной задержки, были закрыты последние три работающие АЭС Германии: АЭС Изар, АЭС Неккарвестхайм и АЭС Эмсланд.

## История

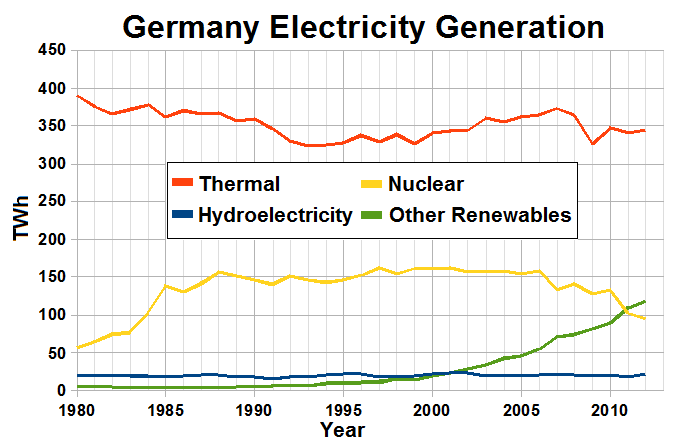
Германия, как и большинство стран мира, производит большинство электроэнергии из традиционных ископаемых видов топлива. Ядерная энергетика разрабатывалась как основной источник электроэнергии, пока политическое давление не остановило её развитие в середине 1980-х годов. С тех пор не было построено ни одной новой АЭС.

Официальная дата начала атомной энергетики в Германии — 1 июля 1958 г., дата начала строительства реактора VAK KAHL (тип BWR, установленной мощностью-брутто 16 МВт).
В период с 1957 по 2004 годы в Германии было запущено около 110 ядерных установок. При этом необходимо отличать ядерные реакторы для получения электроэнергии и исследовательские реакторы. Первым ядерным реактором стал Мюнхенский исследовательский реактор в 1957 году в Гархинге близ Мюнхена. Первой атомной электростанцией стала АЭС Каль, которая была подключена к электросети в 1961 году. Последним коммерческим ядерным реактором, введенным в действие, стал блок № 5 Грайфсвальдской АЭС. Дрезденский учебный ядерный реактор стал на сегодня последним исследовательским реактором, он получил разрешение на эксплуатацию в 2004 году. До катастрофы в Японии, Германия производила около четверти своей электроэнергии из ядерного топлива, то есть примерно такую же долю, как и США.

### Западная Германия

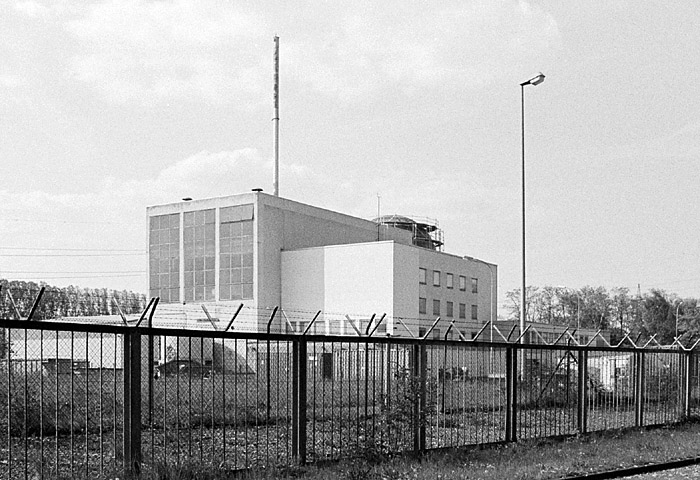
АЭС Каль — самая первая АЭС Германии

Как и во многих развитых странах, ядерная энергетика в Германии начала развиваться в конце 1950-х годов. 1 января 1960 года вступил в силу «Закон о мирном использовании ядерной энергии и защите от её опасностей» (сокращенно «Атомный закон»). Экспериментальная атомная электростанция в Карлштайне-на-Майне была запущена 13 ноября 1960 года, а подключена к электросети в 17 июня 1961 года; регулярная коммерческая эксплуатация началась с 1 февраля 1962 года. До неё было запущено лишь несколько экспериментальных реакторов. Все немецкие АЭС, открытые в период с 1960 по 1970 годы, имели мощность менее 1 000 МВт и к нынешнему дню закрыты.
Был разработан закрытый цикл ядерного топлива. Он должен был начинаться в Сааре и Шварцвальде; концентрация урановой руды, производство стержневых твэлов в Ханау; и переработка использованного топлива на заводе в Ваккерсдорфе. Радиоактивные отходы должны были храниться в глубоком геологическом захоронении в Горлебене.

### Восточная Германия

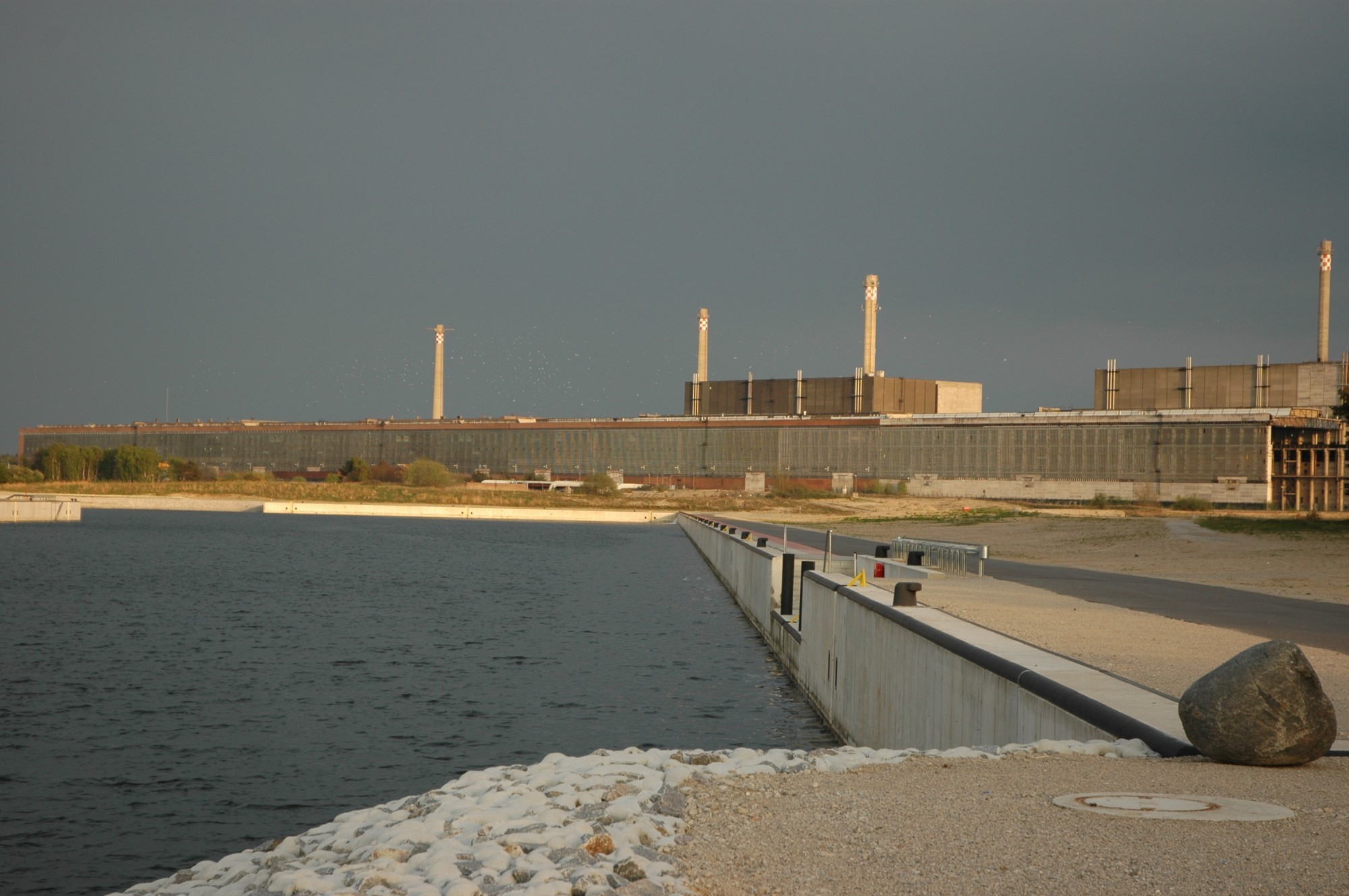
АЭС Грайфсвальд — крупнейшая из двух АЭС Восточной Германии

АЭС Райнсберг была первой (практически экспериментальной) АЭС в Восточной Германии. Она имела малую мощность и работала с 1966 по 1990 годы. Второй допуск к эксплуатации получила АЭС Грайфсвальд, что первоначально должна была состоять из восьми советских реакторов ВВЭР-440. Первые четыре были подключены к электросети между 1973 и 1979 годами. Один был запущен в 1989 году на пробный срок, другой был достроен, но никогда не эксплуатировался. Два последних не были достроены. После объединения Германии все АЭС Восточной Германии были закрыты из-за различий в стандартах безопасности. АЭС Штендаль, которая строилась на тот момент, было решено не достраивать.

### Германия после воссоединения

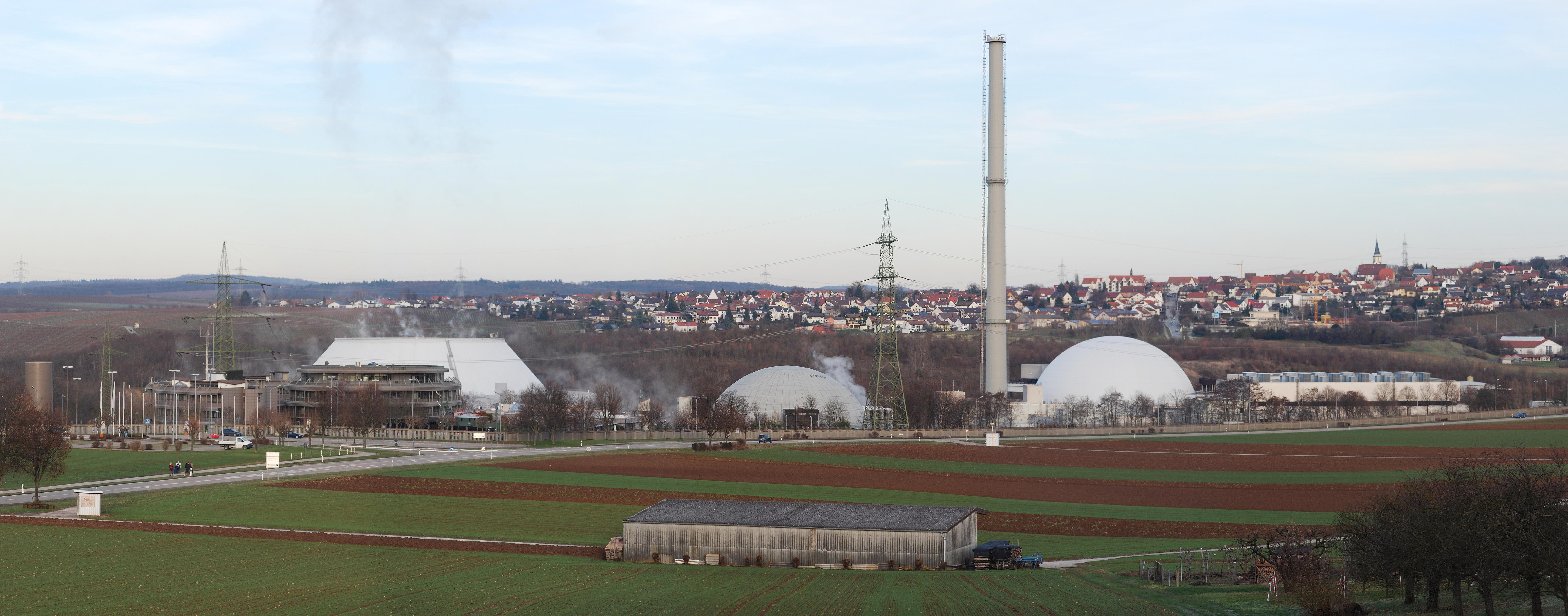
АЭС Неккарвестхайм — по плану будет закрыта последней

По договоренности 14 июня 2000 года между федеральным правительством и предприятиями энергоснабжения (так называемый «Атомный консенсус») было принято следующее:
- ограничение во времени использования имеющихся атомных электростанций;
- запрет на строительство новых АЭС.

Атомный консенсус не коснулся исследований в области ядерных технологий. Договор о ядерной энергии четко установил количество электроэнергии, которое было разрешено произвести каждой из АЭС; когда это предел достигнут, станция должна закрыться. Однако, по условиям договора, эти остаточные количества электроэнергии могут передаваться от старших АЭС новым. Наоборот же только в исключительных случаях. Заключённые договоренности были проведены через «Закон о регулируемом прекращении использования ядерной энергии для промышленного производства электроэнергии» от 22 апреля 2002 года.
Принятый вследствие этого отказ от использования ядерной энергии предполагал, что 19 энергоблоков, работавших в то время, должны быть закрыты до 2021 года. К 2006 году две электростанции (Штаде и АЭС Обригхайм) уже были выведены из эксплуатации. Второй энергоблок АЭС Неккарвестхаймской должен быть закрыт последним. До марта 2011 года в коммерческой эксплуатации находились 17 энергоблоков (12 АЭС), а также эксплуатировались 8 исследовательских реакторов, 5 из которых были учебными.
29 сентября 2010 года федеральным правительством было решено увеличить время эксплуатации АЭС. Предполагалось, что использование АЭС продлится ещё на 12 лет. 8 декабря 2010 года соответствующий закон был подписан Федеральным президентом Кристианом Вульфом. Некоторые земли, где правили представители партии СДП, заявили о намерении подать иск в конституционный суд против этого закона. 28 февраля 2011 соответствующий иск был подан в федеральный конституционный суд федеральными землями Берлин, Бранденбург, Бремен, Северный Рейн-Вестфалия и Рейнланд-Пфальц.
После аварии на первой Фукусимской АЭС федеральное правительство 14 марта 2011 года постановило о временной (на три месяца) отмене продления действия атомных электростанций и отключении семи старейших немецких АЭС во время этого моратория. АЭС Крюммель до этого уже не эксплуатировалась из-за проведения там технических работ. 6 июня 2011 года на правительственном уровне было принято решение об отказе от производства ядерной энергии. На момент принятия решения остались работать 9 энергоблоков атомных электростанций, которые должны быть до конца 2022 постепенно закрыты. 30 июня 2011 года это решение было поддержано в Бундестаге.

## План отказа от ядерной энергетики
Дискуссии после аварии на первой Фукусимской АЭС привели к тому, что федеральное правительство установило 14 марта 2011 года временный (на три месяца) запрет на продление действия атомных электростанций и отключение семи старейших немецких энергоблоков при этом моратории. Под действие этого решения попали реакторы энергетических предприятий EnBW, E. ON и RWE. Последний концерн подал 1 апреля 2011 года иск против отключения энергоблока Biblis-A (KWB A) АЭС Библис в соответствующий Высший административный суд Гессена, ссылаясь на отсутствующие правовые основания для моратория.
30 мая 2011 года Германия формально объявила о своих планах полностью отказаться от ядерной энергетики в течение следующих 11 лет. План включает немедленное закрытие 7 атомных энергоблоков, которые были временно остановлены для тестирований в марте 2011 года, и восьмой АЭС, которая была выключена из сети из-за технических проблем. Девять оставшихся станций должны быть отключены до 2022 года, как было заявлено Норбертом Рёттгеном, председателем Федерального министерства окружающей среды, защиты природы и ядерной безопасности, после переговоров, продолжавшихся до поздней ночи.
Канцлер Ангела Меркель заявила, что отказ от ядерной энергетики, который перед этим был запланирован до 2036 года, сделает Германию конкурентоспособной в эре возобновляемой энергетики. Канцлер заявила: «Мы можем стать первой крупной индустриальной нацией, которая может достичь такого перехода в направлении эффективной и возобновляемой энергии, со всеми возможностями, которые появятся для экспорта, разработки новых технологий и появления новых рабочих мест». Меркель также указала на «беспомощность» Японии перед лицом ядерной катастрофы, несмотря на своё промышленное и технологическое развитие. Некоторые немецкие производители и энергетические компании выступили с критикой этих планов, предостерегая, что Германию может ожидать авария всей электросети.
На законодательном уровне решение об отказе от производства ядерной энергии было принято 6 июня 2011 года. 8 энергоблоков атомных электростанций, которые были отключены в марте этого же года, не должны эксплуатироваться, а оставшиеся 9 энергоблоков должны быть закрыты до конца 2022 года. Соответствующий закон был принят в Бундестаге 30 июня 2011 года: «за» проголосовало 513 депутатов из 600. Только партия левых проголосовала против. Последние три промышленные атомные электростанции Германии («Изар-2», «Неккарвестхайм-2» и «Эмсланд») были закрыты в апреле 2023 года, несмотря на неоднозначные мнения среди жителей страны на фоне разразившегося в 2022 году энергетического кризиса и экономического спада.

## Список атомных электростанций
Ниже представлен список действующих АЭС и уже закрытых, а также их соответствующих блоков. 
| Название АЭС             | Блок   | Тип  | Фирма            | Брутто- мощ- ность в МВт | Нетто- мощ- ность в МВт | Произ- водство энергии до 2010 г. в ТВт-час | Остаточная энергия с февраля 2011 г. в ТВт-ч | Остаточная энергия с февраля 2011 г. в ТВт-ч | Начало строительства | Коммерческая эксплуатация | Закрытие         | Закрытие                | Закрытие                  | Средняя доступ- ность в период экспл. |
| Название АЭС             | Блок   | Тип  | Фирма            | Брутто- мощ- ность в МВт | Нетто- мощ- ность в МВт | Произ- водство энергии до 2010 г. в ТВт-час | Закон от 2002 г.                             | Прод. экспл. от 2010 г.                      | Начало строительства | Коммерческая эксплуатация | Закон от 2002 г. | Прод. экспл. от 2010 г. | План консен- суса 2011 г. | Средняя доступ- ность в период экспл. |
| ------------------------ | ------ | ---- | ---------------- | ------------------------ | ----------------------- | ------------------------------------------- | -------------------------------------------- | -------------------------------------------- | -------------------- | ------------------------- | ---------------- | ----------------------- | ------------------------- | ------------------------------------- |
| АЭС Изар                 | KKI 1* | BWR  | E.ON             | 912                      | 878                     | 196,7                                       | 2,932                                        | 57,916                                       | 1 мая 1972           | 21 марта 1979             | 2012             | 2019                    | 2011                      | 83,2 %                                |
| АЭС Изар                 | KKI 2  | PWR  | E.ON, SWM        | 1485                     | 1410                    | 244,9                                       | 103,773                                      | 240,477                                      | 15 сентября 1982     | 9 апреля 1988             | 15 апреля 2023   | 15 апреля 2023          | 15 апреля 2023            | 91,9 %                                |
| АЭС Брокдорф             | KBR    | PWR  | E.ON, Vattenfall | 1480                     | 1410                    | 254,3                                       | 93,048                                       | 239,395                                      | 1 января 1976        | 22 декабря 1986           | 2022             | 2033                    | 2021                      | 87,3 %                                |
| АЭС Филиппсбург          | KKP 1* | BWR  | EnBW             | 926                      | 890                     | 186,1                                       | 9,227                                        | 65,053                                       | 1 октября 1970       | 26 марта 1980             | 2013             | 2020                    | 2011                      | 79,7 %                                |
| АЭС Филиппсбург          | KKP 2  | PWR  | EnBW             | 1468                     | 1402                    | 269,8                                       | 79,474                                       | 226,430                                      | 7 июля 1977          | 18 апреля 1985            | 2019             | 2032                    | 2019                      | 86,8 %                                |
| АЭС Гронде               | KWG    | PWR  | E.ON, SWB        | 1430                     | 1360                    | 278,7                                       | 80,647                                       | 231,089                                      | 1 июня 1976          | 1 февраля 1985            | 2019             | 2032                    | 2021                      | 90,4 %                                |
| АЭС Унтервезер           | KKU*   | PWR  | E.ON             | 1410                     | 1345                    | 287,4                                       | 12,607                                       | 91,711                                       | 1 июля 1972          | 6 сентября 1979           | 2013             | 2020                    | 2011                      | 82,4 %                                |
| АЭС Крюммель             | KKK*   | BWR  | Vattenfall, E.ON | 1402                     | 1346                    | 201,7                                       | 88,245                                       | 212,406                                      | 5 апреля 1974        | 28 марта 1984             | 2021             | 2033                    | 2011                      | 69,1 %                                |
| АЭС Эмсланд              | KKE    | PWR  | RWE, E.ON        | 1400                     | 1329                    | 242,5                                       | 108,120                                      | 250,448                                      | 10 августа 1982      | 20 июня 1988              | 15 апреля 2023   | 15 апреля 2023          | 15 апреля 2023            | 91,7 %                                |
| АЭС Неккарвестхайм       | GKN 1* | PWR  | EnBW             | 840                      | 785                     | 185,4                                       | 0,000                                        | 50,613                                       | 1 февраля 1972       | 1 декабря 1976            | 2011             | 2019                    | 2011                      | 84,2 %                                |
| АЭС Неккарвестхайм       | GKN 2  | PWR  | EnBW             | 1400                     | 1310                    | 226,2                                       | 119,580                                      | 259,373                                      | 9 ноября 1982        | 15 апреля 1989            | 15 апреля 2023   | 15 апреля 2023          | 15 апреля 2023            | 93,6 %                                |
| АЭС Графенрайнфельд      | KKG    | PWR  | E.ON             | 1345                     | 1275                    | 273,4                                       | 40,933                                       | 176,550                                      | 1 января 1975        | 17 июня 1982              | 2015             | 2028                    | 2015                      | 88,4 %                                |
| АЭС Гундремминген        | KGG A  | BWR  |                  | 250                      | 237                     | 13,8                                        |                                              |                                              | 12 декабря 1962      | 12 апреля 1967            | 13 января 1977   | 13 января 1977          | 13 января 1977            | 54,5 %                                |
| АЭС Гундремминген        | KGG B  | BWR  | RWE              | 1344                     | 1284                    | 246,1                                       | 49,264                                       | 175,023                                      | 20 июля 1976         | 19 июля 1984              | 2017             | 2030                    | 2017                      | 89,7 %                                |
| АЭС Гундремминген        | KGG C  | BWR  | RWE              | 1344                     | 1288                    | 237,5                                       | 57,558                                       | 184,496                                      | 20 июля 1976         | 18 января 1985            | 2018             | 2030                    | 2021                      | 86,4 %                                |
| Мюльхайм- Керлих         | KMK    | PWR  | RWE              | 1302                     | 1219                    | 10,3                                        | 99,150                                       | 99,150                                       | 15 января 1975       | 1 октября 1987            | 9 сентября 1988  | 9 сентября 1988         | 9 сентября 1988           | 31,6 %                                |
| АЭС Библис               | KWB A* | PWR  | RWE              | 1225                     | 1167                    | 230,7                                       | 3,468                                        | 72,085                                       | 1 января 1970        | 26 февраля 1975           | 2011             | 2020                    | 2011                      | 68,0 %                                |
| АЭС Библис               | KWB B* | PWR  | RWE              | 1300                     | 1240                    | 245,7                                       | 8,551                                        | 79,214                                       | 1 февраля 1972       | 31 января 1977            | 2011             | 2019                    | 2011                      | 73,5 %                                |
| АЭС Брунсбюттель         | KKB*   | BWR  | Vattenfall E.ON  | 806                      | 771                     | 120,4                                       | 11,000                                       | 52,038                                       | 15 апреля 1970       | 9 февраля 1977            | 2013             | 2020                    | 2011                      | 58,0 %                                |
| Штаде                    | KKS    | PWR  | E.ON             | 672                      | 640                     | 145,9                                       |                                              |                                              | 1 декабря 1967       | 19 мая 1972               | 14 ноября 2003   | 14 ноября 2003          | 14 ноября 2003            | 85,1 %                                |
| АЭС Вюргассен            | KWW    | BWR  | E.ON             | 670                      | 640                     | 69,7                                        |                                              |                                              | 26 января 1968       | 11 ноября 1975            | 26 августа 1994  | 26 августа 1994         | 26 августа 1994           | 58,7 %                                |
| АЭС Грайфсвальд          | KGR 1  | ВВЭР |                  | 440                      | 408                     | 35,5                                        |                                              |                                              | 1 марта 1970         | 12 июля 1974              | 18 декабря 1990  | 18 декабря 1990         | 18 декабря 1990           |                                       |
| АЭС Грайфсвальд          | KGR 2  | ВВЭР |                  | 440                      | 408                     | 36,6                                        |                                              |                                              | 1 марта 1970         | 16 апреля 1975            | 14 февраля 1990  | 14 февраля 1990         | 14 февраля 1990           |                                       |
| АЭС Грайфсвальд          | KGR 3  | ВВЭР |                  | 440                      | 408                     | 33,3                                        |                                              |                                              | 1 апреля 1972        | 1 мая 1978                | 28 февраля 1990  | 28 февраля 1990         | 28 февраля 1990           |                                       |
| АЭС Грайфсвальд          | KGR 4  | ВВЭР |                  | 440                      | 408                     | 28,9                                        |                                              |                                              | 1 апреля 1972        | 1 ноября 1979             | 2 июня 1990      | 2 июня 1990             | 2 июня 1990               |                                       |
| АЭС Грайфсвальд          | KGR 5  | ВВЭР |                  | 440                      | 408                     | 0,0                                         |                                              |                                              | 1 декабря 1976       | 1 ноября 1989             | 24 ноября 1989   | 24 ноября 1989          | 24 ноября 1989            |                                       |
| АЭС Обригхайм            | KWO    | PWR  | EnBW             | 357                      | 340                     | 86,8                                        |                                              |                                              | 15 марта 1965        | 1 апреля 1969             | 11 мая 2005      | 11 мая 2005             | 11 мая 2005               | 83,6 %                                |
| АЭС THTR-300             | THTR   | HTR  |                  | 308                      | 296                     | 2,8                                         |                                              |                                              | 1 мая 1971           | 1 июня 1987               | 29 апреля 1988   | 29 апреля 1988          | 29 апреля 1988            | 22,0 %                                |
| АЭС Линген               | KWL    | BWR  | VEW, RWE         | 268                      | 183                     | 9,1                                         |                                              |                                              | 1 октября 1964       | 1 октября 1968            | 5 января 1977    | 5 января 1977           | 5 января 1977             | 37,5 %                                |
| АЭС Нидерайхбах          | KKN    | HWCR |                  | 106                      | 100                     | 0,0                                         |                                              |                                              | 1 июня 1966          | 1 января 1973             | 31 июля 1974     | 31 июля 1974            | 31 июля 1974              |                                       |
| АЭС Райнсберг            | KKR    | ВВЭР |                  | 70                       | 62                      | 9,0                                         |                                              |                                              | 1 января 1960        | 11 октября 1966           | 1 июня 1990      | 1 июня 1990             | 1 июня 1990               |                                       |
| Исслед. реактор Карлсруэ | MZFR   | PHWR |                  | 57                       | 52                      | 5,7                                         |                                              |                                              | 1 декабря 1961       | 19 декабря 1966           | 3 мая 1984       | 3 мая 1984              | 3 мая 1984                |                                       |
| Гросвельцхейм            | HDR    | HDR  |                  | 25                       | 25                      | 0,0                                         |                                              |                                              | 1 января 1965        | 2 августа 1970            | 20 апреля 1971   | 20 апреля 1971          | 20 апреля 1971            |                                       |
| КЯУ Карлсруэ             | KNK I  | SNB  |                  | 21                       | 17                      | 0,5                                         |                                              |                                              | 1 мая 1966           | 21 февраля 1974           | 1 сентября 1974  | 1 сентября 1974         | 1 сентября 1974           |                                       |
| КЯУ Карлсруэ             | KNK II | SBR  |                  | 21                       | 17                      | 0,5                                         |                                              |                                              | 1 сентября 1974      | 3 марта 1979              | 23 августа 1991  | 23 августа 1991         | 23 августа 1991           |                                       |
| АЭС Каль                 | VAK    | BWR  |                  | 16                       | 15                      | 2,2                                         |                                              |                                              | 1 июля 1958          | 1 февраля 1962            | 25 ноября 1985   | 25 ноября 1985          | 25 ноября 1985            |                                       |
| ЭАЭС Юлих                | AVR    | HTR  |                  | 15                       | 13                      | 1,7                                         |                                              |                                              | 1 августа 1961       | 19 мая 1969               | 31 декабря 1988  | 31 декабря 1988         | 31 декабря 1988           |                                       |

*Энергоблоки Унтервезерской и Брунсбютельской АЭС, оба энергоблока АЭС Библис (Biblis A и B), а также первые энергоблоки Филиппсбургской, Изарской и Неккарвестхаймской были закрыты федеральным правительством из-за приостановления действия закона о продлении срока эксплуатации АЭС. Крюммельская АЭС до этого уже не эксплуатировалась из-за проведение там технических работ. 30 мая 2011 года Федеральное правительство решило навсегда закрыть семь энергоблоков, что были уже отключены от сети из-за моратория, а также Крюммельскую АЭС. 6 июня 2011 года это решение было отражено в соответствующем законопроекте Федерального правительства Германии.

## Компании-производители
Ниже приведены компании-владельцы АЭС, ответственные за эксплуатацию энергоблоков (если в скобках не указано иное, этим компаниям принадлежит 100 % АЭС):
- EnBW[34]: Неккарвестхаймская, Филиппсбургская;
- E.ON[35]: Брокдорфская (80 %), Брунсбюттельская (33 %), Эмсландская (12,5 %), Графенрайнфельдская, АЭС Гронде (83,3 %), Изарская (первый блок и 75 % второго энергоблока), Крюммельская (50 %), Унтервезерская;
- RWE[36]: Библис, АЭС Эмсланд (87,5 %);
- Vattenfall[37]: Брокдорфская (20 %), Брунсбюттельская (66 %), Крюммельская (50 %);
- Stadtwerke München: 25 % второго энергоблока Изарской АЭС[38].
- Stadtwerke Bielefeld: 16,7 % АЭС Гронде[38].

## Неэксплуатируемые АЭС
Этот список включает запланированные АЭС и энергоблоки, заявка на строительство которых была подана, но отклонена, а также АЭС, которые были частично построены или закончены, но никогда не были введены в эксплуатацию.  Серебристым цветом  выделены АЭС, строительство которых было начато.
| Название                | Земля | Плани- рование | Начало строительства | Конец проекта | Комментарии | Брутто (МВт) | Нетто (МВт) | Тип | Приме- чания  |
| ----------------------- | ----- | -------------- | -------------------- | ------------- | --- | ------------ | ----------- | --- | ------------- |
| АЭС Бад-Брайзиг         | RP    | 1971           | –                    | ?             | Планирование было через короткое время остановлено, в качестве замены была сооружена на несколько километров выше по течению реки Мюльхайм-Керлих                                             | 1 300        | ?           | PWR | [ 39 ]        |
| BASF (1)                | RP    | 1973           | –                    | 01.12.1976    | Паротурбинная электростанция, была заменена угольной электростанцией (принятой в эксплуатацию в 2005 году)                                                                                    | 425          | 385         | PWR | [ 40 ]        |
| АЭС Библис (С)          | HE    | 1975           | –                    | 1995          | Изготовленные компоненты были использованы для бразильськой АЭС имени адмирала Алваро Алберти                                                                                                 | 1 315        | 1 238       | PWR | [ 41 ]        |
| АЭС Библис (D)          | HE    | 1973           | –                    | 01.01.1979    | | ?            | 1 300       | PWR | [ 42 ]        |
| АЭС Боркен              | HE    | 1974           | –                    | 1995          | | 1 300        | 1 200       | PWR | [ 43 ]        |
| Дален (1)               | SN    | 1980           | –                    | Весна 1990    | | 1 000        | 950         | PWR | [ 44 ]        |
| Даленская (2)           | SN    | 1980           | –                    | Весна 1990    | | 1 000        | 950         | PWR | [ 44 ]        |
| Даленская (3)           | SN    | 1980           | –                    | Весна 1990    | | 1 000        | 950         | PWR | [ 44 ]        |
| Даленская (4)           | SN    | 1980           | –                    | Весна 1990    | | 1.000        | 950         | PWR | [ 44 ]        |
| АЭС Эмден               | NI    | 1975           | –                    | ?             | | 1 300        | ?           | PWR | [ 45 ]        |
| АЭС Грайфсвальд (6)     | MV    | ?              | 01.12.1976           | 01.01.1990    | Сооружение было завершено, но АЭС не была введена в эксплуатацию | 440          | 408         | PWR | [ 46 ]        |
| АЭС Грайфсвальдская (7) | MV    | ?              | 01.12.1978           | 01.10.1990    | Сооружение было приостановлено | 440          | 408         | PWR | [ 47 ]        |
| АЭС Грайфсвальдская (8) | MV    | ?              | 01.12.1978           | 01.10.1990    | Сооружение было приостановлено | 440          | 408         | PWR | [ 48 ]        |
| Гамм                    | NW    | 1975           | –                    | 1995          | В качестве замены была построена АЭС Эмсланд | 1 301        | 1 231       | PWR | [ 49 ]        |
| АЭС Калькар (SNR-300)   | NW    | 1969           | 23.04.1973           | 20.03.1991    | Сооружение было завершено в 1985 г., но АЭС не была введена в эксплуатацию | 327          | 295         | SNR | [ 50 ]        |
| АЭС Калькар (SNR-2)     | NW    | 1975           | –                    | 1982          | Место строительства АЭС Калькаре не было окончательно утверждено | 1.500        | 1.380       | SNR | [ 51 ]        |
| АЭС Нойпоц (A)          | RP    | 1977           | –                    | 1987          | | 1 368        | 1 289       | PWR | [ 52 ]        |
| АЭС Нойпоц(В)           | РП    | 1977           | –                    | 1987          | | 1 368        | 1 289       | PWR | [ 53 ]        |
| АЭС Пфаффенгоф (A)      | BY    | 1976           | –                    | 1999          | | 1 315        | 1 238       | PWR | [ 54 ]        |
| АЭС Штендаль (1)        | ST    | 1980           | 01.12.1982           | 01.03.1991    | Сооружение было завершено на 85% | 970          | 900         | PWR | [ 55 ]        |
| АЭС Штендаль (2)        | ST    | 1980           | 01.12.1984           | 01.03.1991    | Сооружение было завершено на 15% | 970          | 900         | PWR | [ 56 ]        |
| АЭС Фанум (A)           | NW    | 1975           | –                    | ?             | | 1 300        | ?           | PWR | [ 57 ]        |
| АЭС Фанумская (В)       | NW    | 1975           | –                    | ?             | | ?            | ?           | PWR | [ 58 ]        |
| АЭС Виль (1)            | BW    | 1973           | –                    | ?             | Изначально выбранным местом строительства был Брайзах-на-Рейне. Планирование было прекращено в 1977 году, а компоненты были использовании для строительства второго блока Филиппсбургской АЭС | 1 375        | 1 300       | PWR | [ 59 ] [ 60 ] |

## Исследовательские реакторы
Научно-исследовательскими называются ядерные реакторы, которые служат не для производства электроэнергии, а в основном для исследовательских целей (ядерные и технически-материальные исследования, производство изотопов для медицины и техники). Нижеследующий список отсортирован по дате ввода в эксплуатацию.  Отдельным цветом  выделены реакторы, которые ещё эксплуатируются. Данные приведены по состоянию на август 2010 года.
| Название                                              | Обозна- чения | Эксплуататор                                    | Земля | Начало экспл. | Конец экспл. | Мощность | Тип                             |
| ----------------------------------------------------- | ------------- | ----------------------------------------------- | ----- | ------------- | ------------ | -------- | ------------------------------- |
| Мюнхенский исследовательский реактор                  | FRM           | Мюнхенский технический университет              | BY    | 31.10.1957    | 28.07.2000   | 4 МВт    | бассейновый/ЯРТМ                |
| Росендорфский исследовательский реактор               | RFR           | Росендорфский исследовательский центр           | SN    | 16.12.1957    | 27.06.1991   | 10 МВт   | LWR                             |
| Первый франкфуртский исследовательский реактор        | FRF-1         | Франкфуртский университет                       | HE    | 10.01.1958    | 19.03.1968   | 50 кВт   | гомогенный (L) / L-54 (L)       |
| Берлинский экспериментальный реактор I                | BER I         | Берлинский центр Гельмгольца                    | BE    | 24.07.1958    | 1972         | 50 кВт   | гомогенный (L) / L-54 (L)       |
| Первый геестахтский исследовательский реактор         | FRG-1         | Геестахтский центр Гельмгольца                  | SH    | 23.10.1958    | 28.06.2010   | 5 МВт    | бассейновый/ЯРТМ                |
| Siemens Аргонавт-реактор                              | SAR           | Мюнхенский технический университет              | BY    | 23.06.1959    | 31.10.1968   | 1 кВт    | Siemens Аргонавт-реактор        |
| Исследовательский реактор AEG                         | PR-10         | Kraftwerk Union                                 | BY    | 27.01.1961    | 1976         | 180 Вт   | Siemens Аргонавт-реактор        |
| Второй исследовательский реактор                      | FR-2          | Университет Карлсруэ                            | BW    | 07.03.1961    | 21.12.1981   | 44 МВт   | HWR                             |
| Первый юлихский исследовательский реактор (MERLIN)    | FRJ-1         | Исследовательский центр Юлих                    | NW    | 23.02.1962    | 22.03.1985   | 10 МВт   | бассейновый/ЯРТМ                |
| Мюнхенский учебный реактор Siemens                    | SUR-M         | Мюнхенский технический университет              | BY    | 28.02.1962    | 10.08.1981   | 0,1 Вт   | гомогенный (S)/SUR-100          |
| Второй юлихский исследовательский реактор (DIDO)      | FRJ-2         | Исследовательский центр Юлих                    | NW    | 14.11.1962    | 02.05.2006   | 23 МВт   | Резервуарный / HWR              |
| Росендорфский поршневой реактор                       | RRR           | Росендорфский исследовательский центр           | SN    | 16.12.1962    | 25.09.1991   | 1 кВт    | Siemens Аргонавт-реактор        |
| Быстрый тепловой Аргонавт-реактор                     | STARK         | Университет Карлсруэ                            | BW    | 11.01.1963    | 03.1976      | 10 Вт    | Siemens Аргонавт-реактор        |
| Второй геестахтский исследовательский реактор         | FRG-2         | Геестахтский центр Гельмгольца                  | SH    | 16.03.1963    | 28.01.1993   | 15 МВт   | бассейновый/ЯРТМ                |
| Берлинский учебный реактор Siemens                    | SUR-B         | Берлинский технический университет              | BE    | 26.07.1963    | 15.10.2007   | 0,1 Вт   | гомогенный (S)/SUR-100          |
| Дармштадтский учебный реактор Siemens                 | SUR-DA        | Дармштадтский технический университет           | HE    | 23.09.1963    | 22.02.1985   | 0,1 Вт   | гомогенный (S)/SUR-100          |
| Установка исследования нулевой мощности               | ANEX          | Геестахтский центр Гельмгольца                  | SH    | 05.1964       | 05.02.1975   | 100 Вт   | нулевой мощности                |
| Штутгартский учебный реактор Siemens                  | SUR-S         | Штутгартский университет                        | BW    | 24.08.1964    |              | 0,1 Вт   | гомогенный (S)/SUR-100          |
| Гамбургский учебный реактор Siemens                   | SUR-HH        | Гамбургская высшая школа                        | HH    | 15.01.1965    | 08.1992      | 0,1 Вт   | гомогенный (S)/SUR-100          |
| Исследовательский реактор Майнца                      | FRMZ          | Университет Майнца                              | RP    | 03.08.1965    |              | 100 кВт  | бассейновый/TRIGA-II            |
| Ахенский учебный реактор Siemens                      | SUR-AA        | Технический университет Ахена                   | NW    | 22.09.1965    | 2008         | 0,1 Вт   | гомогенный (S)/SUR-100          |
| Ульмский учебный реактор Siemens                      | SUR-U         | Ульмская высшая школа                           | BW    | 01.12.1965    |              | 0,1 Вт   | гомогенный (S)/SUR-100          |
| Кильский учебный реактор Siemens                      | SUR-KI        | Кильское училище                                | SH    | 29.03.1966    | 11.12.1997   | 0,1 Вт   | гомогенный (S)/SUR-100          |
| Учебный реактор Siemens в Карлсруэ                    | SUR-KA        | Университет Карлсруэ                            | BW    | 07.03.1966    | 09.1996      | 0,1 Вт   | гомогенный (S)/SUR-100          |
| Гейдельбергский исследовательский реактор TRIGA I     | TRIGA HD I    | Немецкий центр исследований раковых заболеваний | BW    | 26.08.1966    | 31.03.1977   | 250 кВт  | бассейновый/TRIGA-I             |
| Быстрая установка нулевой мощности                    | SNEAK         | Университет Карлсруэ                            | BW    | 15.12.1966    | 11.1985      | 1 кВт    | гомогенный                      |
| Измерение выгорания                                   | ADIBKA        | Исследовательский центр Юлих                    | NW    | 18.03.1967    | 30.10.1972   | 100 Вт   | гомогенный / L77 A              |
| Реактор нулевой мощности AEG                          | TKA           | Kraftwerk Union                                 | BY    | 23.06.1967    | 1973         | 100 Вт   | Резервуарный / нулевой мощности |
| Исследовательский и измерительный реактор Брауншвейга | FMRB          | Физически-техническое федеральное ведомство     | NI    | 03.10.1967    | 19.12.1995   | 1 МВт    | бассейновый/ЯРТМ                |
| Бременский учебный реактор Siemens                    | SUR-HB        | Бременская высшая школа                         | HB    | 10.10.1967    | 17.06.1993   | 0,1 Вт   | гомогенный (S)/SUR-100          |
| Атомоход «Отто Ган»                                   | OH            | Геестахтский центр Гельмгольца                  | SH    | 26.08.1968    | 22.03.1979   | 38 МВт   | PWR / Судовой реактор           |
| Росендорфска установка критических экспериментов      | RAKE          | Росендорфский исследовательский центр           | SN    | 03.10.1969    | 26.11.1991   | 10 Вт    | Резервуарный / нулевой мощности |
| Критический эксперимент                               | KEITER        | Исследовательский центр Юлих                    | NW    | 15.06.1971    | 1982         | 1 Вт     | нулевой мощности                |
| Ганноверский учебный реактор Siemens                  | SUR-H         | Ганноверский университет                        | NI    | 09.12.1971    |              | 0,1 Вт   | гомогенный (S)/SUR-100          |
| Нойхерберзький исследовательский реактор              | FRN           | Мюнхенский центр имени Гельмгольца              | BY    | 23.08.1972    | 16.12.1982   | 1 МВт    | бассейновый/TRIGA-III           |
| Ганноверский исследовательский реактор                | FRH           | Ганноверская медицинская высшая школа           | NI    | 31.01.1973    | 18.12.1996   | 250 кВт  | бассейновый/TRIGA-I             |
| Фуртвангенский учебный реактор Siemens                | SUR-FW        | Фуртвангенская высшая школа                     | BW    | 28.06.1973    |              | 0,1 Вт   | гомогенный (S)/SUR-100          |
| Критическая установка                                 | KAHTER        | Исследовательский центр Юлих                    | NW    | 02.07.1973    | 03.02.1984   | 100 Вт   | нулевой мощности                |
| Берлинский экспериментальный реактор II               | BER II        | Берлинский центр Гельмгольца                    | BE    | 09.12.1973    |              | 10 МВт   | бассейновый/ЯРТМ                |
| Гейдельбергский исследовательский реактор TRIGA II    | TRIGA HD II   | Немецкий центр исследований раковых заболеваний | BW    | 28.02.1978    | 30.11.1999   | 250 кВт  | бассейновый/TRIGA-I             |
| Первый дрезденский учебный ядерный реактор            | AKR-1         | Дрезденский технический университет             | SN    | 28.07.1978    | 03.2004      | 2 Вт     | гомогенный/SUR                  |
| Циттауерский учебный и исследовательский реактор      | ZLFR          | Высшая школа Циттау/Герлиц                      | SN    | 25.05.1979    | 24.03.2005   | 10 Вт    | HWR                             |
| Мюнхенский исследовательский реактор II               | FRM II        | Мюнхенский технический университет              | BY    | 02.03.2004    |              | 20 МВт   | бассейновый/HWR                 |
| Второй дрезденский учебный ядерный реактор            | AKR-2         | Дрезденский технический университет             | SN    | 22.03.2005    |              | 2 Вт     | гомогенный/SUR                  |
| Второй франкфуртский исследовательский реактор        | FRF-2         | Франкфуртский университет                       | HE    | не экспл.     | -            | 1 МВт    | бассейновый/TRIGA               |

Наряду с этими реакторами был также сконструирован целый ряд экспериментальных реакторов в период Второй мировой войны в рамках немецкой ядерной программы, ни один из которых, однако, так и не достиг мгновенной критичности. Последней из этих попыток стал Гайгерлохский исследовательский тяжеловодный реактор, который был построен Институтом физики имени кайзера Вильгельма в марте-апреле 1945 года в подвале, вырубленном в скале в Гайгерлохе.

## Аварии
Ниже приведены аварии, имевшие место на немецких АЭС. Во всех случаях погибших или раненных не было.
| Дата               | АЭС                                 | Описание | Экономические потери (в $ США 2006 г.) |
| ------------------ | ----------------------------------- | --- | -------------------------------------- |
| 7 декабря 1975 г.  | АЭС Грайфсвальд, Восточная Германия | Электрическая ошибка вызвала пожар в главном жёлобе, разрушивший линии управления, пять главных охлаждающих насосов и почти вызвавший расплавление реактора           | 443 000 000                            |
| 4 мая 1986 г.      | АЭС THTR-300, Западная Германия     | Действие оператора по перемещению повреждённого твэла экспериментального высокотемпературного газового реактора привело к утечке радиации на 4 км² вокруг энергоблока | 267 000 000                            |
| 17 декабря 1987 г. | АЭС Библис, Западная Германия       | Несрабатывание запорного клапана привело к загрязнению местности | 13 000 000                             |